# Romano Argiro
Romano Argiro (en griego: Ῥωμανός Ἀργυρός) fue un aristócrata bizantino y yerno del emperador Romano I Lecapeno.

## Biografía
Era hijo del distinguido general León Argiro, y tenía al menos un hermano, Mariano Argiro, que también ocupó altos puestos militares. Romano, por otro lado, es conocido principalmente por haberse casado con Ágata, una hija del emperador Romano I Lecapeno. Las fuentes no están de acuerdo sobre cuándo tuvo lugar el matrimonio: el historiador del siglo XI Yahya de Antioquía afirma que el matrimonio tuvo lugar antes del ascenso al poder de Lecapeno, mientras que el cronista de finales del siglo X Teófanes Continuatus registra que tuvo lugar en 921. En este caso, el matrimonio representó un esfuerzo de Lecapeno, un advenedizo provincial, para solidificar su posición vinculando a su familia a una de las familias aristocráticas más prestigiosas del Imperio.
Como tal, Romano se convirtió en cuñado de Constantino VII Porfirogéneta, quien se había casado con otra de las hijas de Lecapeno, Elena Lecapena. Su bisnieto fue el emperador Romano III Argiro, quien se convirtió en emperador al casarse con la emperatriz Zoe, bisnieta de Constantino VII.